# ∂
数学符号∂（HTML元素：&#8706; 或 &part;，Unicode: U+2202）或{\displaystyle \partial }是d的一种变体，主要用于表示偏导数，例如 {\displaystyle {\frac {\partial z}{\partial x}}}（读作“z对x的偏导数”）。

## 总览
这一符号于1786年由勒让德首次引入，但直到1841年雅可比的使用才使得它真正开始流行起来。
∂ 也被用于表达以下含义：
- 雅可比矩阵，{\displaystyle {\frac {\partial (x,y,z)}{\partial (u,v,w)}}}
- 拓扑学中一个集的边界
- 同调代数中链复形的边缘算子
- 微分分级代数（英语：Differential graded algebra）中的边缘算子
- 复微分形式中的杜比尔特算子（英语：Dolbeault operator）
- 西里尔字母“д”两种手写体的其中一种

这一符号在英语中可以读作“del”，“dee”，“partial dee”，“partial”（专用于LaTeX），“curly dee”，或“dabba”，中文一般读作「偏」。

## 参阅
- 字母Δ
- 数学符号表